# Kārlis Skalbe
Kārlis Skalbe (ur. 7 listopada 1879 w Incēni (Gmina Vecpiebalga), zm. 15 kwietnia 1945 w Sztokholmie) – łotewski pisarz i działacz polityczny.
Kārlis Skalbe już jako młody człowiek interesował się literaturą, czytał m.in. utwory Fiodora Dostojewskiego oraz 
Iwana Turgieniewa. Po uzyskaniu uprawnień pedagogicznych pracował jako nauczyciel w szkole w Ērgļi. W 1905 roku ze względu na zaangażowanie polityczne stracił pracę i założył czasopismo Kāvi. Publikowane tam teksty popierające rewolucję spowodowały wszczęcie postępowania sądowego przeciw Skalbe. W 1906 roku wyemigrował on do Szwajcarii, a następnie Finlandii i Norwegii. 
Powrócił do Rygi w 1909 roku. W 1911 został aresztowany, po czym spędził dwa lata w więzieniu. W 1916 roku wstąpił do strzelców łotewskich i brał udział w działaniach wojennych. 
W 1920 roku został wybrany do pierwszego łotewskiego parlamentu, a następnie do Saeima. W 1926 roku został uhonorowany Orderem Trzech Gwiazd. W latach okupacji niemieckiej (1942-1944) był redaktorem czasopisma Latvju Mēnešraksts. W 1944 roku wyemigrował do Szwecji, gdzie zmarł rok później.  

## Wybrane publikacje

### Poezja
- Pie jūras (1898)
- Cietumnieka sapņi (1902)
- Kad ābeles zied (1904)
- Zemes dūmos (1906)
- Veļu laikā (1907)
- Emigranta dziesmas (1909)
- Sirds un saule (1911)
- Sapņi un teikas (1912)
- Daugavas viļņi (1918)
- Pēclaikā (1923)
- Vakara ugunis (1927)
- Zāles dvaša (1931)
- Klusuma meldijas (1941)

### Bajki i utwory dla dzieci
- Kā es braucu Ziemeļmeitas lūkoties (1904)
- Ezerieša meita (1907)
- Pazemīgās dvēseles (1911)
- Ziemas pasakas (1913)
- Pasaka par vecāko dēlu un citas pasakas (1924)
- Manu bērnības dienu mēnesis un citas pasakas (1926)
- Mātes leģendas (1928)
- Muļķa laime (1932)
- Garā pupa (1937)